# Samhällsmoderlighet
Samhällsmoderlighet är ett begrepp formulerat av den  svenska  feministen Ellen Key. Kvinnan måste jämställas med mannen, men inte bli identisk med honom. Kvinnan kan berika (den manliga) politiska offentligheten, eftersom kvinnans väsen skiljer sig från mannens, menar Key. 
Inom  rösträttskampen blir denna idé synlig genom att argumenten för kvinnlig rösträtt inte enbart rör kvinnors likhet med män i förnuft och politisk duglighet, utan också vad som skiljer kvinnor från män, bland annat anses de ha högre moral och vara mer fredligt sinnade. Ett kvinnligt politiskt sinnelag kommer att komplettera det manliga. 
Idéer om ett  kvinnligt väsen, och att kvinnliga erfarenheter (betraktade som antingen essentiellt kvinnliga eller socialt kodifierade som sådana) kan neutralisera de kapitalistiskt-patriarkala politiska strukturerna lever kvar, medierade genom  andravågen-feminismen.